# Anii 1380
Secole: Secolul al XIII-lea - Secolul al XIV-lea - Secolul al XV-lea
Decenii: Anii 1330 Anii 1340 Anii 1350 Anii 1360 Anii 1370 - Anii 1380 - Anii 1390 Anii 1400 Anii 1410 Anii 1420 Anii 1430
Ani: 1380 | 1381 | 1382 | 1383 | 1384 | 1385 | 1386 | 1387 | 1388 | 1389